# Ancistrocerus boreanus
Ancistrocerus boreanus är en stekelart som beskrevs av Giordani Soika. Ancistrocerus boreanus ingår i släktet murargetingar, och familjen Eumenidae. Inga underarter finns listade i Catalogue of Life.